# Dąb Bolesław

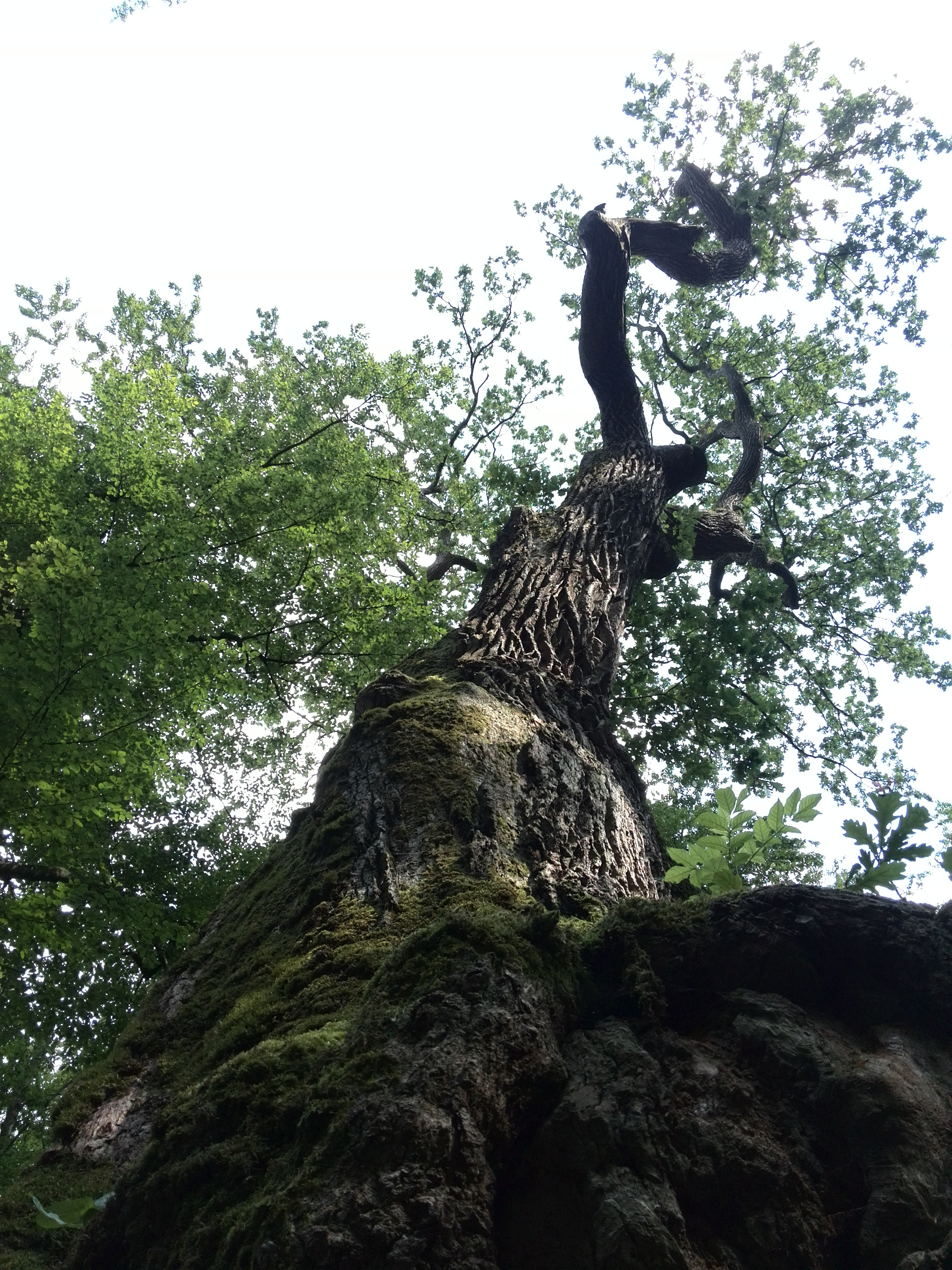
Dąb Bolesław widziany z dołu

Dąb Bolesław – pomnikowy dąb, rosnący w pobliżu miejscowości Bagicz, w gminie Ustronie Morskie, ok. 15 km na południowy wschód od Kołobrzegu. Jego wiek to prawdopodobnie ok. 400 lat, mimo iż według niektórych źródeł podaje się wartość nawet 800 lat – tak został odnotowany przez Dyrekcję Lasów Państwowych: Najstarszy dąb szypułkowy Bolesław rosnący pod Kołobrzegiem przekroczył „zaledwie” 800 lat.... Obwód mierzony na wysokości 1,3 m od ziemi wynosił 700 cm, wysokość 32 m (to dane z 2011 r.), a średnica korony miała 20 m. W jego pobliżu rośnie dąb Warcisław.
Informacja o rzekomym wieku Bolesława nie znajduje potwierdzenia w literaturze – jak twierdzą autorzy „Drzew Polski” z 2016 roku, leśnicy z wykształcenia, wiek dębu nie był mierzony metodami dendrochronologii, a sami szacują wiek tego drzewa na wspomniane 400 lat. Można to uzasadnić m.in. żyznym siedliskiem, wyjątkowo korzystnym dla dębów.
Przed ponownym „odkryciem” dębu Bolesław (jego pozycja była niewłaściwie oznaczona na mapach niemieckich) przez Hieronima Kroczyńskiego za najstarszy dąb w Polsce uważany był dąb Chrobry z Piotrowic – 760 lat. Najbardziej znany dąb Bartek z Bartkowa ma 670 lat.
19 sierpnia 2000 dąb otrzymał imię Bolesław, upamiętniono w ten sposób króla Bolesława Chrobrego, za którego przyczyną powstało w 1000 roku biskupstwo w Kołobrzegu.
W nocy z 31 maja na 1 czerwca 2016 r. dąb został powalony przez wichurę. Pozostałości Bolesława nie zostaną usunięte, pozostanie na miejscu jako pomnik przyrody, a obok zostanie posadzony genetycznie ten sam dąb z pędów pobranych w 2014 przez naukowców z instytutu Dendrologii PAN w Kórniku.